# 防災都市計画研究所
株式会社防災都市計画研究所（ぼうさいとしけいかくけんきゅうしょ）は、日本の都市計画コンサルタント、災害対策専門のシンクタンク。

## 沿革・概要
1970年に日本国内初の民間防災シンクタンク・コンサルタント機関として工学博士で元横浜国立大学工学部教授の村上處直により設立された。以来、各種の災害対策システム、防災まちづくり手法等を開発。その成果を官民各方面で進められている防災対策に提供してきた。主な事業内容としては、近年、日本国内外での地震、津波、風水害、火山噴火などの自然災害に加え、大規模事故やテロ、武力攻撃などの人為的災害など、様々な災害リスクに対する関心が高まっていることを踏まえ、国や自治体での防災まちづくり事業や各種防災計画の策定、行政・企業の危機管理対策として避難行動・避難所生活等のシナリオ型応急対策、災害時要援護者支援対策、事前復興対策、GIS（地理情報システム）を活用した都市解析、防災研修・訓練などを実施している。また、災害対策、防災まちづくりに関わる調査・研究等も行っている。

## 業務履歴
以下、事業区分ごとに記載。なお、履歴については同社ウェブサイトの転載につき、枠付きで表示している。

### 緊急対策
緊急対策に関する主な業務履歴

#### パニック対策
```
*『雷害時緊急対応マニュアル作成調査報告書』（東京サマーランド、2008年）
*『2002FIFAワールドカップTMに係わる危機管理対応マニュアル作成委託』（2002年FIFAワールドカップ横浜開催推進委員会、2002年）
*『川崎市石油コンビナート等特別防災区域に関する避難対策調査』（川崎市、1996年）、他 
```

#### 災害時要援護者支援対策
```
*『地域防災リーダー育成事業委託』（東京都品川区、2006年～）
*『災害弱者あんしんネットワーク事業に係る支援業務委託』（横浜市瀬谷区、2005年～）
*『災害弱者に対する防災対策推進調査』（東京都板橋区、1995年）、他 
```

### 復旧・復興対策
復興対策に関する主な業務履歴
```
*『地方公共団体における復旧・復興についての検討調査業務』（内閣府、2007年）
*『復興準備計画策定の推進に関する調査』（内閣府、2006年）
*『文京区震災復興マニュアル策定業務』（東京都文京区、2004年） 
*『地方公共団体における復旧・復興についての検討調査』（内閣府、2002年）
*『震災復興における法制度上の課題に関する調査委託』（東京都、2000年）
*『海外における復興施策調査業務（国土庁、2000年）、他 
```

### 防災まちづくり
防災まちづくりに関する主な業務履歴
```
*『居住環境総合整備事業（上池袋地区）コンサルタント業務委託』（東京都豊島区、2000年-現在）
*『志茂地区防災生活圏促進事業業務推進技術支援委託』（東京都北区、1997-2003年）
*『品川区不燃化促進事業』（東京都品川区、1996年） 
*『新宿区防災マップ作成』（東京都新宿区、1996年-）
*『都市防災不燃化促進事業促進方策検討調査』（東京都、1991年） 
```

## 著名な出身者(研究者に限る)
- 吉川仁　元防災都市計画研究所元主任研究員、元代表取締役所長、技術士（都市および地方計画）、首都大学東京特任教授、防災&都市づくり計画室代表[9]。
- 駒宮功額 元労働省産業安全研究所技官。元特定非営利活動法人災害情報センター理事、元ソウル市立大学客員教授。元防災都市計画研究所災害情報研究部顧問。　早稲田大学理工学総合研究センターにも所属[10]。
- 中村八郎 元東京都国分寺市役所都市計画課長補佐、元防災都市計画研究所代表取締役所長、元NPO法人環境・災害対策研究所副理事長、NPO法人くらしの安全安心サポーター理事長[11]。
- 平井邦彦 博士（工学）、元防災都市計画研究所研究員、元財団法人都市防災研究所事務局長、元長岡造形大学教授、同大学名誉教授[12][13]。
- 水鳥川和夫 博士（工学）、元防災都市計画研究所研究員、元財団法人都市防災研究所理事、東北芸術工科大学大学院コンテンツ・プロデュース領域教授および株式会社コスモプラン代表取締役[14][15]。
- 村尾修 元防災都市計画研究所研究員、元筑波大学システム情報系准教授、東北大学災害科学国際研究所教授[16]。
- 森勢郁生 元防災都市計画研究所研究員、現有限会社森勢まちづくり研究室主宰[11]。
- 岡西靖 博士（工学）、元防災都市計画研究所研究員、NPO法人環境・災害対策研究所理事、横浜国立大学大学院環境情報研究院産学連携研究員[11]。
- 木村拓郎 博士（工学）、元防災都市計画研究所代表取締役所長、前株式会社社会安全研究所代表取締役所長、一般社団法人減災・復興支援機構、日本災害復興学会副会長ほか[17]。
- 首藤由紀 防災都市計画研究所を経て現株式会社社会安全研究所代表取締役所長、原子力安全委員会専門委員、文部科学省宇宙開発委員会特別委員（安全部会）ほか[18]。
- 若林直子 博士（工学） 、防災都市計画研究所、社会安全研究所の元主任研究員、専門社会調査士。元株式会社生活環境工房あくと代表取締役、同社特別研究員、東京工業大学非常勤講師ほか[19]。
- 八木絵香 博士（工学） 、元防災都市計画研究所、社会安全研究所研究員、大阪大学コミュニケーションデザイン・センター准教授[20]。

### 文献資料
- 中村八郎、森勢郁生、岡西靖著『防災コミュニティ』（自治体研究社、2010年)ISBN 4880375519